# مثل إيكاروس
مثل إيكاروس هي إحدي روايات الدكتور أحمد خالد توفيق، تدور أحداث الرواية في عام 2020 حول ثمن معرفة المستقبل.

## عن الرواية
«لقد مات محمود لأنه اقترب من الحقيقة أكثر من اللازم، فلم يتحمل واحترق وذاب جناحاه.. هوى من حالق ليغرق وسط محيط ثائر.. مثل إيكاروس».
للحقيقة ثمن، وللمعرفة ثمن، وقد دفع «محمود السمنودي» مقابل معرفته نبذًا وألمًا ومعاناة، منذ طفولته كطفل غريب الأطوار بين أقرانه وكرجل لا يرغب أحد في الاقتراب منه.
تدور أحداث الرواية عام 2020، وتمتد إلى المستقبل، ثم تعود إلى الماضي لتجتمع كل الخيوط في حجرة داخل مصحة للعلاج النفسي يمكث فيها رجل قادر على قراءة أحداث الأزمنة، قبل أن يجبر نفسه على الصمت.
رواية شائقة للأديب أحمد خالد توفيق، تأخذ القارئ لعالم غامض وتعود به محملاً بكثير من الأسئلة وربما ببعض الإجابات، ولكن هل نحن مستعدون ومتأهبون للمعرفة؟